# 초당중학교
초당중학교는 대한민국 경기도 용인시 기흥구 중동에 있는 공립 중학교이다.

## 학교 연혁
- 2005년 12월 26일 : 초당중학교 30학급 설립 인가
- 2006년 3월 1일 : 개교
- 2006년 3월 1일 : 초대 조병하 교장 취임
- 2006년 3월 2일 : 제1회 입학식(40명)
- 2007년 2월 8일 : 제1회 졸업식(77명)
- 2021년 9월 1일 : 제4대 윤성훈 교장 취임
- 2024년 1월 5일 : 제18회 졸업식(372명)
- 2024년 3월 4일 : 제19회 입학식(390명)

## 참고 자료
- 초당중학교 - 한국교육학술정보원 학교알리미